# Adam Łajczak
Adam Henryk Łajczak (ur. 3 lutego 1953 w Bielsku-Białej) – polski geograf, specjalista w zakresie geomorfologii, hydrologii i paleogeografii, profesor nauk o Ziemi.

## Życiorys
W 1977 ukończył studia na Uniwersytecie Jagiellońskim. Doktoryzował się w 1988 w Instytucie Geografii i Przestrzennego Zagospodarowania PAN na podstawie rozprawy zatytułowanej Zróżnicowanie transportu zawiesiny w karpackiej części dorzecza Wisły. Stopień doktora habilitowanego uzyskał w 2000 na Uniwersytecie im. Adama Mickiewicza w Poznaniu w oparciu o pracę pt. Współczesny transport i sedymentacja materiału unoszonego w Wiśle i głównych dopływach. Tytuł naukowy profesora nauk o Ziemi otrzymał 30 grudnia 2009.
Pracował na Uniwersytecie Śląskim w Katowicach. W latach 2002–2005 był prodziekanem Wydziału Nauk o Ziemi tej uczelni, a w latach 2004–2011 kierował Katedrą Paleogeografii i Paleoekologii Czwartorzędu UŚ. Zatrudniony był również na stanowisku profesora zwyczajnego na Uniwersytecie Jana Kochanowskiego w Kielcach, w którego Instytucie Geografii na Wydziale Matematyczno-Przyrodniczym kierował w latach 2011–2013 Zakładem Paleogeografii, Geoekologii i Ochrony Przyrody. Na Uniwersytecie Pedagogicznym im. KEN w Krakowie objął stanowisko profesora zwyczajnego i kierownictwo Zakładu Geoinformacji i Badań Geośrodowiskowych.
Opublikował ponad 320 prac. Został członkiem m.in. Polskiego Towarzystwa Geograficznego, Stowarzyszenia Geomorfologów Polskich, Komitetu Zagospodarowania Ziem Górskich PAN (członek prezydium) oraz rad naukowych Babiogórskiego Parku Narodowego i Instytutu Ochrony Przyrody PAN.